# Europejska Grupa Regulatorów Energii i Gazu
Europejska Grupa Regulatorów Energii i Gazu (ang. European Regulators Group for Electricity and Gas - ERGEG) - organ doradczy Komisji Europejskiej, wspierający współpracę i koordynację krajowych urzędów regulacji w celu wspierania rozwoju wewnętrznego (unijnego) rynku energii elektrycznej i gazu ziemnego.
Zamiar utworzenia ERGEG został przedstawiony w dyrektywie 2003/55/WE z 2003 r. i jeszcze w tym samym roku została ona utworzona na mocy decyzji Komisji Europejskiej nr 796/2003/EC.

## Zadania
Zadania ERGEG zostały opisane w decyzji ją konstytuującej:
Grupa, z własnej inicjatywy lub na wniosek Komisji, doradza i wspiera Komisję we wzmacnianiu wewnętrznego rynku energii elektrycznej, w szczególności w odniesieniu do przygotowywania projektu środków wykonawczych w dziedzinie energii elektrycznej i gazu, oraz w sprawie innych kwestii odnoszących się do rynku wewnętrznego gazu i energii elektrycznej. Grupa ułatwia konsultacje, koordynację i kooperację krajowych organów wykonawczych, przyczyniając się do jednolitego stosowania, we wszystkich Państwach Członkowskich, przepisów wymienionych w dyrektywie 2003/54/WE, dyrektywie 2003/55/WE oraz rozporządzeniu (WE) nr 1228/2003, jak również w przyszłym prawodawstwie wspólnotowym w dziedzinie energii elektrycznej i gazu.

## W odniesieniu do Polski
Polskim członkiem ERGEG, jako "krajowy urząd regulacji", jest Urząd Regulacji Energetyki. Reprezentuje go Prezes URE, który powołał w 2004 r. zespoły ekspertów, którzy są bezpośrednio zaangażowani w pracę Europejskiej Grupy.